# 貝爾克里克鎮區 (密蘇里州亨利縣)
貝爾克里克鎮區（英語：Bear Creek Township）是位於美國密蘇里州亨利縣的一個行政鎮區。

## 地方資料
貝爾克里克鎮區的面積為93.49平方千米，當中陸地面積為92.26平方千米，而水域面積為1.23平方千米。根據2020年美國人口普查的數據，當地共有人口144人，而人口密度為每平方千米1.54人。